# Reiner Ruthenbeck
Reiner Ruthenbeck (* 30. Juni 1937 in Velbert; † 10. Dezember 2016 in Ratingen) war ein deutscher Bildhauer und Konzeptkünstler.

## Leben und Werk
Ruthenbeck arbeitete nach einer Fotografenlehre von 1956 bis Ende der 1960er Jahre als freier Fotograf in Düsseldorf. Seine Dokumentar- und Theaterfotos, Porträtbilder und Werkaufnahmen von Arbeiten seiner Künstlerkollegen erfolgten vom Ende der 1950er bis zur Biennale in Venedig im Jahre 1976 und die konzeptionelle Fotografie zwischen Mitte der 1960er bis Ende der 1970er Jahre. Er dokumentierte unter anderem berühmte Avantgarde-Aktionen, wie die Fluxuskonzerte in der Kunstakademie Düsseldorf, eine Reihe der Aktionen von Joseph Beuys und der Gruppe ZERO und begleitete die Aktion Leben mit Pop – eine Demonstration für den kapitalistischen Realismus im Möbelhaus Berges, Flinger Straße 11, mit Gerhard Richter und Konrad Lueg. Von 1962 bis 1968 absolvierte er an der Kunstakademie Düsseldorf ein Bildhauerstudium bei Joseph Beuys. Schon während seines letzten Studienjahres wurden seine Plastiken und Kunstobjekte in der Galerie Konrad Fischer, einer wichtigen Düsseldorfer Avantgardegalerie, ausgestellt. 1975 und 1976 war er Gastdozent an der Hochschule für Bildende Künste Hamburg. Er lehrte von 1980 bis 2000 als Professor für Bildhauerei an der Kunstakademie Münster. Ruthenbeck lebte und arbeitete in Ratingen bei Düsseldorf.
Seine Werke sind sehr individuell und schwer einzuordnen, die frühen Arbeiten sind skulptural und zeigen zum Teil sein damaliges Interesse am Surrealismus, werden später abstrakter und nehmen Elemente der Minimalkunst auf, der Materialkunst, der Concept Art sowie der Arte Povera. Er benutzte Metall, Asche, Stoff, Glas, Holz, Papier, Licht, Geräusche, Fotografien, es gibt ein berühmtes Videoobjekt, (eigentlich ein Anti-Videoobjekt) und Zeichnungen.
Ein Teil des künstlerischen Nachlasses von Reiner Ruthenbeck befindet sich im Künstler.innenarchiv der Stiftung Kunstfonds.

## Ehrungen und Auszeichnungen (Auswahl)
- 1973: Kunstpreis der Stadt Krefeld
- 1982: Konrad-von-Soest-Preis des Landschaftsverbandes Westfalen-Lippe
- 1987: Will-Grohmann-Preis der Akademie der Künste Berlin
- 1992: Arnold-Bode-Preis Kassel
- 1997: Harry-Graf-Kessler-Preis des Deutschen Künstlerbundes
- 2000: Lichtwark-Preis Hamburg
- 2005: Fünfter Graphikpreis der Griffelkunst-Mitglieder Hamburg
- 2006: Wilhelm-Lehmbruck-Preis der Stadt Duisburg

## Ausstellungen (Auswahl)
Einzelausstellungen
- 1967: Kunstakademie Kopenhagen im Schloss Charlottenburg, Kopenhagen (mit Blinky Palermo)
- 1967: Galerie Konrad Fischer, Düsseldorf
- 1971: Westfälischer Kunstverein, Münster
- 1972: Städtisches Museum, Mönchengladbach
- 2008: Kunsthalle Düsseldorf und Stiftung Wilhelm Lehmbruck-Museum, Duisburg
- 2014: Serpentine Gallery, London
- 2014: Maison de la Culture d’Amiens
- 2017: LWL Museum für Kunst und Kultur, Münster
- 2025: Skulpturenhalle Neuss der Thomas Schütte Stiftung, Neuss

Gruppenausstellungen
- 1968: Prospect ’68, Düsseldorf
- 1969: When attitudes become form, Bern
- 1969: Prospect ’69, Düsseldorf
- 1970: The 10th international art exhibition, Tokyo
- 1972: documenta 5, Kassel
- 1976: 37. Biennale in Venedig, zusammen mit Joseph Beuys und Jochen Gerz im deutschen Pavillon
- 1977: documenta 6, Kassel
- 1981: Westkunst, Köln
- 1982: documenta 7, Kassel
- 1984: Von hier aus – Zwei Monate neue deutsche Kunst in Düsseldorf, Düsseldorf
- 1986: Chambres d’amis, Gent
- 1987: Skulptur.Projekte, Münster
- 1990: Biennale of Sydney, Sydney
- 1992: documenta IX, Kassel*
- 1997: Skulptur.Projekte, Münster
- 1999: Museu Serralves, Porto; Circa 1968
- 2009: Umgekippte Möbel, Museum für Moderne Kunst (MMK), Frankfurt am Main
- 2011: Villa Romana, Florenz
- 2017: The Hot Wire, Skulpturenmuseum Glaskasten Marl in Kooperation mit Skulptur.Projekte Münster 2017, Marl